# Bolade Ajomale
Mobolade Ajomale (Canadá, 31 de agosto de 1995) es un atleta canadiense, especializado en la prueba de 4 × 100 m en la que llegó a ser medallista de bronce olímpico en 2016.

## Carrera deportiva
En los JJ. OO. de Río 2016 ganó la medalla de bronce en los relevos 4 x 100 metros, con un tiempo de 37.64 segundos que fue récord de Canadá, tras Jamaica y Japón, siendo sus compañeros de equipo: Aaron Brown, Brendon Rodney, Andre De Grasse y Akeem Haynes.